# Maxsandro
Maxsandro Barbosa de Oliveira (ur. 3 sierpnia 1972) – brazylijski piłkarz występujący na pozycji obrońcy.

## Kariera piłkarska
Od 1993 do 2006 roku występował w Americano, Paysandu SC, União São João, Rio Branco, Ceará, Portuguesa, Botafogo, EC Juventude, Coritiba, Consadole Sapporo, Náutico, Avaí FC, Santo André i Juventus.